# Félicien Chapuis
Félicien Chapuis (Verviers, 29 aprile 1824 – Verviers, 30 settembre 1879) è stato un medico ed entomologo belga.

## Biografia
Dottore in Scienze  e in Medicina (1848), parallelamente alla carriera di medico produsse una notevole mole di lavori di entomologia, pur essendo un dilettante, interessandosi particolarmente ai Coleotteri. 

Portò a compimento l'opera "Genera des Coléoptères", vasto trattato di Jean Théodore Lacordaire (1801-1870) che era rimasto incompiuto per la scomparsa dell'autore.

## Opere principali
- 1874 - "Histoire naturelle des Insectes. Genera des Coléoptères. Phitofages. Tome 10 ". Librairie Encyclopédique Roret. Parigi.
- 1875 - "Histoire naturelle des Insectes. Genera des Coléoptères. Phitofages. Tome 11 ". Librairie Encyclopédique Roret. Parigi.
- 1876 - "Histoire naturelle des Insectes. Genera des Coléoptères. Erotyliens, Endomychides, Coccinellides. Tome 12 ". Librairie Encyclopédique Roret. Parigi.